# El gran Carlemany
El gran Carlemany (katalanisch „Der große Karl der Große“) ist die Nationalhymne von Andorra. Der Text stammt von Joan Benlloch i Vivó (1864–1926), die Musik von Enric Marfany Bons (1871–1942). Am 2. April 1917 wurde sie vom andorranischen Parlament Consell General de les Valls zur Nationalhymne erklärt. Dem 100. Jahrestag der Bestimmung von El gran Carlemany zur Nationalhymne widmete Andorra 2017 eine 2-Euro-Gedenkmünze.

## Katalanischer Originaltext
El gran Carlemany, mon Pare, dels àrabs em deslliurà, 
I del cel vida em donà de Meritxell la gran Mare.
Princesa nasquí i Pubilla entre dues nacions neutral;
Sols resto l’única filla de l’imperi Carlemany.
Creient i lliure onze segles, creient i lliure vull ser.
Siguin els furs mos tutors i mos Prínceps defensors!
I mos Prínceps defensors!

## Deutsche Übersetzung
Der große Karl der Große, mein Vater, befreite mich von den Arabern,
Und vom Himmel gab er mir das Leben von Meritxel, der großen Mutter.
Ich wurde als Prinzessin geboren, als Jungfrau, neutral zwischen zwei Nationen.
Ich bin die einzig übrig gebliebene Tochter des karolingischen Reiches.
Glaubend und frei über elf Jahrhunderte, glaubend und frei werde ich bleiben.
Die Gesetze des Landes seien mein Begleiter, und meine Fürsten seien meine Verteidiger!

Und meine Fürsten seien meine Verteidiger!

## Historischer Wahrheitsgehalt
Die Behauptung, Andorra sei durch Karl den Großen gegründet und das letzte Überbleibsel des Karolingischen Reiches, ist historisch nicht haltbar und daher bloß ein Gründungsmythos. Tatsächlich wurde die älteste bekannte urkundliche Erwähnung der Gemeinden Andorras erst 25 Jahre nach dem Tod Karls des Großen verfasst.